# Saint-Antoine-du-Rocher
Saint-Antoine-du-Rocher är en kommun i departementet Indre-et-Loire i regionen Centre-Val de Loire i de centrala delarna av Frankrike. Kommunen ligger i kantonen Neuillé-Pont-Pierre som tillhör arrondissementet Tours. År 2022 hade Saint-Antoine-du-Rocher 1 786 invånare.

## Befolkningsutveckling
Antalet invånare i kommunen Saint-Antoine-du-Rocher
Referens:INSEE